# Ordre de l'Éléphant blanc
Ne doit pas être confondu avec l'ordre de l'Éléphant, ordre de chevalerie danois.
Pour les articles homonymes, voir Éléphant blanc et Éléphant.

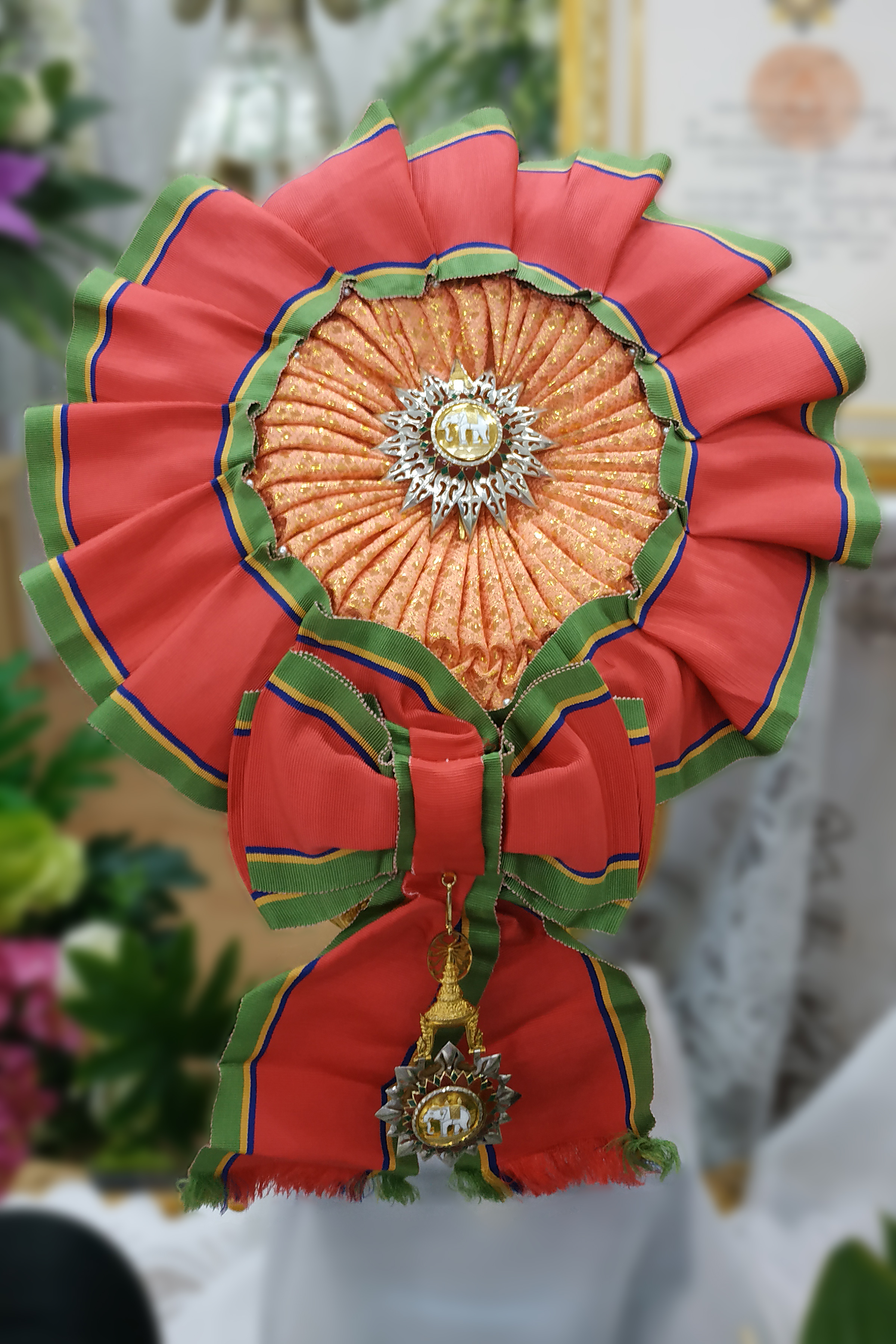
Chevalier grand'croix (Première classe) de l'ordre de l'éléphant blanc.

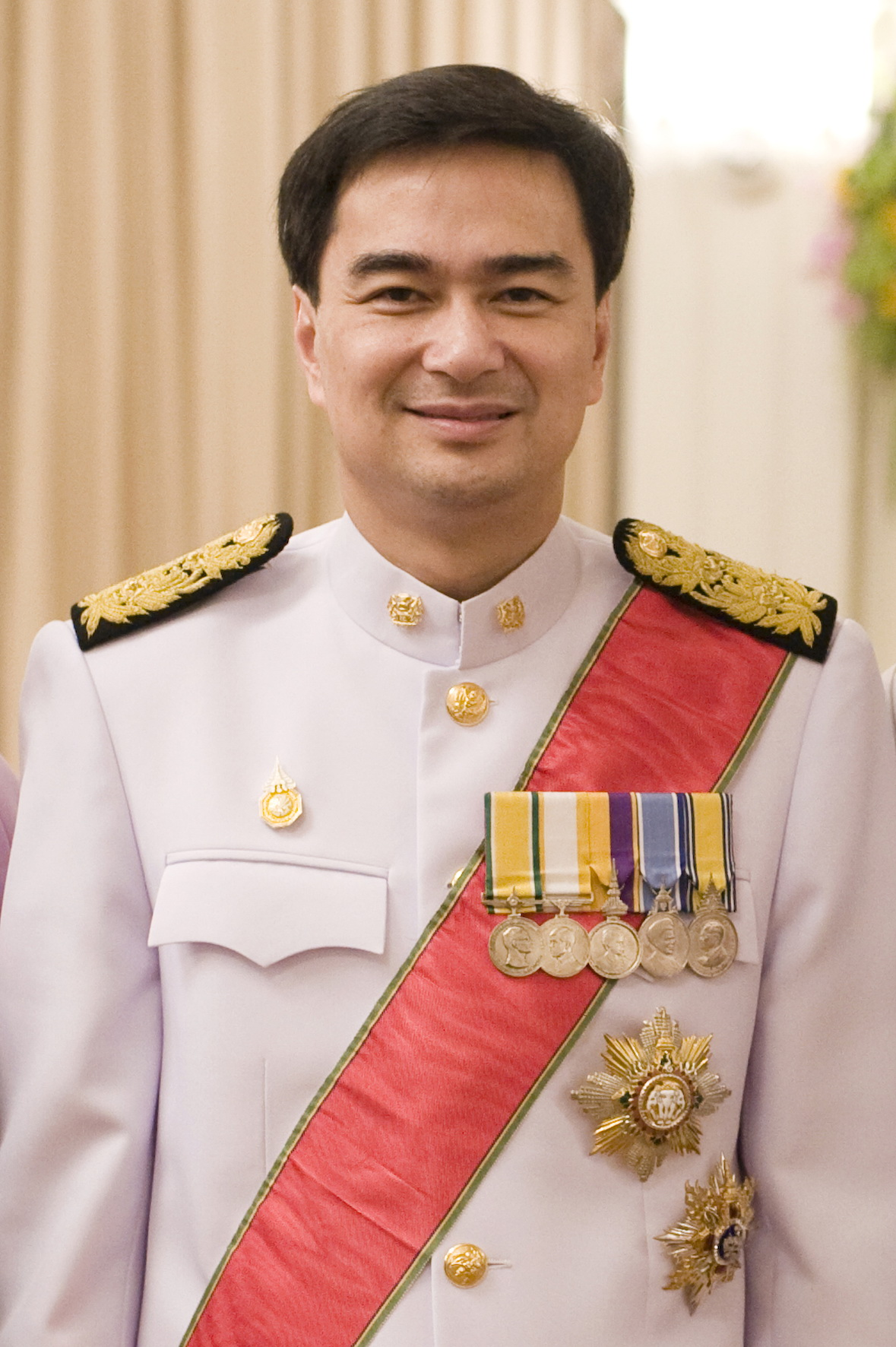
Le premier ministre de Thaïlande Abhisit Vejjajiva porteur de la plaque de Grand Officier de l'ordre de l'éléphant blanc (mai 2010)

L’ordre de l’Éléphant blanc est un ordre thaïlandais.
Au départ, il s'agissait d'une plaque d'or que le roi Rama IV (Mongkut) remettait aux souverains étrangers à partir de 1861, l'éléphant blanc étant un animal essentiellement royal dans la tradition thaï. En 1869, cette coutume fut transformée en ordre par son fils Rama V (Chulalongkorn).

## Structure
L'ordre se composait de cinq classes jusqu'en 1902, année à laquelle on créa deux nouvelles classes. En 1909 fut créée une huitième classe :
| Barrette | classe                                      | appellation                                       | lettres post-nominales (abréviation britannique) | ancienne appellation     | année de création |
| -------- | ------------------------------------------- | ------------------------------------------------- | ------------------------------------------------ | ------------------------ | ----------------- |
|          | Chevalier grand-cordon (de classe spéciale) | มหาปรมาภรณ์ช้างเผือก (Maha Paramabhorn Chang Phueak) | KGE                                              | -                        | 16 novembre 1909  |
|          | Chevalier grand'croix (Première classe)     | ประถมาภรณ์ช้างเผือก (Prathamabhorn Chang Phueak)     | GCE                                              | มหาวราภรณ์ Maha Varabhorn | 1869              |
|          | Chevalier commandeur (Seconde classe)       | ทวีติยาภรณ์ช้างเผือก (Dhavitiyabhorn Chang Phueak)     | KCE                                              | จุลวราภรณ์ Chula Varabhorn | 1869              |
|          | Commandeur (Troisième classe)               | ตริตาภรณ์ช้างเผือก (Tritabhorn Chang Phueak)          | CE                                               | นิภาภรณ์ Nibhabhorn        | 1869              |
|          | Compagnon (Quatrième classe)                | จัตุรถาภรณ์ช้างเผือก (Chatturathabhorn Chang Phueak)   | OE                                               | ภูษนาภรณ์ Bhusanabhorn     | 1869              |
|          | Membre (Cinquième classe)                   | เบญจมาภรณ์ช้างเผือก (Benchamabhorn Chang Phueak)     | ME                                               | ทิพยาภรณ์ Dibyabhorn       | 1873              |
|          | Médaille d'or (Sixième classe)              | เหรียญทองช้างเผือก (Rian Thong Chang Phueak)         | G.M.E                                            | -                        | 20 juillet 1902   |
|          | Médaille d'argent (Septième classe)         | เหรียญเงินช้างเผือก (Rian Ngoen Chang Phueak)         | S.M.E                                            | -                        | 20 juillet 1902   |

## Quelques titulaires
- Le maréchal français Marie-Pierre Kœnig (1898-1970)
- L'écrivain et ministre André Malraux
- Le roi Léopold II de Belgique (1835-1909)
- Le général américain William Westmoreland (1914-2005)
- Le général américain Graves Erskine (1897-1973)
- L'écrivain et homme politique Marie-Jean Vinciguerra
- Et un grand nombre d'ambassadeurs et de diplomates.